# Damien Bodie
Damien Bodie es un actor australiano, conocido por haber interpretado a Dylan Timmins en la serie Neighbours y a Jonathan Kurtiss en la serie Winners & Losers.

## Carrera
En 1997 interpretó a Louis Danton en la tercera temporada de la serie Ocena Girl, interpretada por Marzena Godecki, David Hoflin y Jeffrey Walker. 
En el 2001 se unió al elenco de la serie Cash Zone donde interpretó al inteligente y creativo Abraham "Ram" Foley, el mejor amigo de Mike Hansen (Nikolai Nikolaeff).
En el 2002 apareció en series como Short Cut donde dio vida a Oscar Coxon hasta el final de la serie después de su primera temporada y en Guinevere Jones donde interpretó a Josh Meyers, el hermano de Tasha (Greta Larkins) durante las dos temporadas de la serie.
En el 2005 se unió al elenco de la exitosa serie australiana Neighbours donde interpretó a Dylan Timmins hasta el 2007 después de que su personaje decidiera mudarse a Port Douglas. Anteriormente apareció en la serie en 1999 donde interpretó al estudiante Liam Rigby durante tres episodios y antes había interpretado al pequeño Charlie Moyes durante un episodio en 1996.
En el 2008 se unió al elenco de la serie The Elephant Princess donde interpretó a Vashan, el primo envidioso de la princesa Alexandra "Alex" Wilson (Emily Robins).
En el 2011 se unió al elenco de la serie australiana Winners & Losers donde interpretó a Jonathan Kurtiss, hasta el final de la cuarta temporada en el 2014 después de que su personaje decidiera mudarse a América con Rhys Mitchell.

## Filmografía

### Series de Televisión
| Año               | Título                         | Personaje           | Notas                              |
| ----------------- | ------------------------------ | ------------------- | ---------------------------------- |
| 2005 - 2007, 2020 | Neighbours                     | Dylan Timmins       | 222 episodios                      |
| 2011 - 2014       | Winners & Losers               | Jonathan Kurtiss    | 64 episodios                       |
| 2010              | City Homicide                  | Ben Corrigan        | episodio "Aussie! Aussie! Aussie!" |
| 2008 - 2009       | The Elephant Princess          | Vashan              | 26 episodios                       |
| 2004              | Fergus McPhail                 | Leon                | 3 episodios                        |
| 2003              | The Saddle Club                | Raffael             | 2 episodios                        |
| 2003              | Blue Heelers                   | Lucas Moore         | episodio "Blackout"                |
| 2002              | Bootleg                        | Frankie Cramley     | miniserie                          |
| 2002              | Guinevere Jones                | Joosh Meyers        | 26 episodios                       |
| 2002              | Short Cuts                     | Oscar Coxon         | 25 episodios                       |
| 2002              | Marshall Law                   | Paul                | episodio "Pleasure and Pain"       |
| 1998 - 2001       | Crash Zone                     | Abraham "Ram" Foley | 26 episodios                       |
| 1997              | Ocean Girl                     | Louise Danton       | 23 episodios                       |
| 1996              | Snowy River: The McGregor Saga | Dennis Andrews      | episodio "Comeback"                |

### Películas
| Año  | Título                        | Personaje    | Notas                                   |
| ---- | ----------------------------- | ------------ | --------------------------------------- |
| 2005 | Hating Alison Ashley          | Damo         | junto a Rachael Carpani & Delta Goodrem |
| 2004 | 'Salem's' Lot                 | Chico Gótico | junto a Rob Lowe                        |
| 1997 | The Balanced Particle Freeway | Bede         | junto a Molly McCaffrey                 |